# 蒂尔瓦甘杰
蒂尔瓦甘杰（Tirwaganj），是印度北方邦Kannauj县的一个城镇。总人口20229（2001年）。

## 人口
该地2001年总人口20229人，其中男性10670人，女性9559人；0—6岁人口3118人，其中男1630人，女1488人；识字率67.25%，其中男性为73.06%，女性为60.76%。